# Reflux hepatojugular
El reflux hepatojugular (RHJ), s'utilitza com la prova més senzilla de mesura de la pressió venosa jugular (PVJ) a través de l'observació de la distensió de les venes jugulars. Un RHJ positiu es correlaciona amb una pressió arterial pulmonar elevada i, per tant, és un marcador de disfunció cardíaca dreta.

## Procediment
El metge fa una pressió en la part superior del quadrant superior dret de l'abdomen (és a dir, seria a nivell del fetge si aquest està engrandit) durant uns 10-60 segons amb una pressió de 20-35 mmHg, mentre observa les venes jugulars al coll, tot assegurant-se que el pacient no realitza una maniobra de Valsalva.
En un individu sa, la pressió venosa jugular es manté constant, o s'eleva temporalment amb el batec del cor abans de tornar a la normalitat. Aquest resultat negatiu s'indica per una falta de distensió de les venes jugulars. Un reflux hepatojugular negatiu s'observa en la síndrome de Budd-Chiari.
Un resultat positiu és definit de diverses maneres, ja sigui com un augment sostingut en la PVJ d'almenys 4cm o més [2] o una caiguda de 4 cm o més després de la pressió de l'examinador de versions. El RHJ té una sensibilitat del 24% al 72% i una especificitat del 96% al 93%. La gran discrepància en la sensibilitat pot ser explicat pel major valor que es va informar durant l'execució en condicions òptimes d'un laboratori cardíac, mentre que el valor més baix va ser en un estudi realitzat en una sala d'urgències.